# 佐原囃子

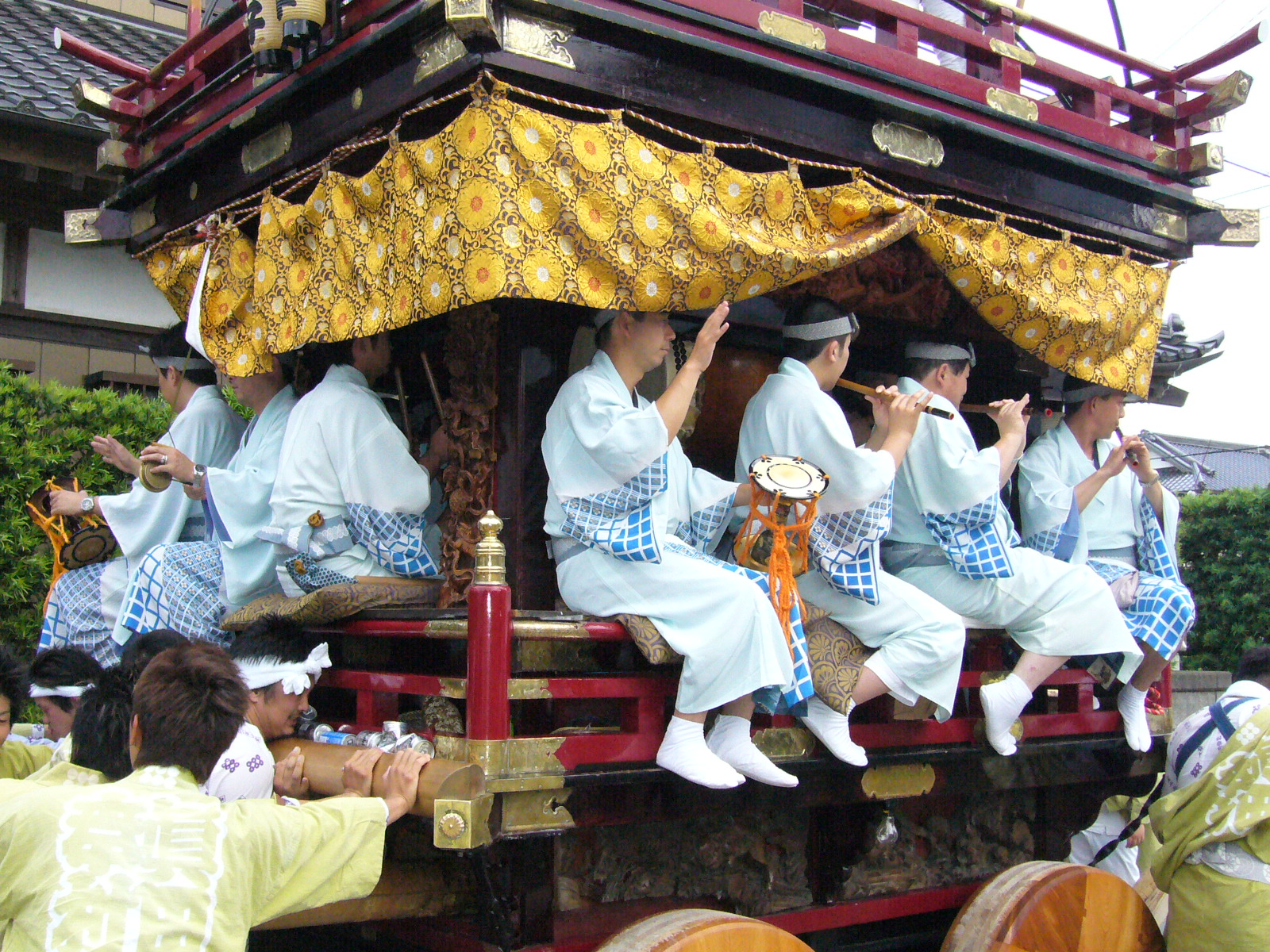
佐原囃子を奏でる下座連

佐原囃子（さわらばやし）は千葉県香取市の佐原の大祭などで演奏される祭囃子。
神田囃子、京都祇園囃子と並ぶ日本三大囃子の一つ。

## 概要
佐原囃子は、佐原の大祭の山車に下座連（げざれん）と呼ばれる囃子手が乗車して演奏されるお囃子。元々佐原周辺の神楽の囃子方が山車に乗り込み、神楽囃子を演奏していたものに、
江戸の様々な文化を取り入れようとした佐原の町衆達が、文化文政期に活躍した義太夫奏者・豊竹式太夫を客人として迎え入れ、構想12、3年をかけて作り上げられたのが、今日の佐原囃子である。約400年前の天正年間（1573～1592、安土桃山時代）に、田楽、散楽（猿楽）、神輿囃子が元になり、享保年間（1716～1736、江戸時代中期）に江戸文化の影響を受けて発達したといわれている。また、大杉囃子が源流との説もある。下新町の能化塚（のげづか）に「豊竹式太夫」の墓があり、江戸の一流芸人の墓が佐原にある事は、この事を物語るなによりの証拠である。佐原地方では囃子のことを下座（げざ）とも言う。ゆったりとした情緒的な曲や軽快な曲など数十の曲目があり、役物・段物・端物の3つに分類される。「役物」は山車の出発時や到着時等に演奏される儀式音曲的なもの。「段物」は目抜き通り等で演奏される、非常にゆったりとした旋律をもつ長編音曲的なものであり、「端物」は一般的な山車の運行時に演奏される、民謡・里謡・流行歌を取り入れた抒情音曲的なものである。役物と段物には、葛西囃子や能楽囃子、歌舞伎下座音楽の影響を強く受けており、その関連性が指摘されている。これらの曲が山車の周囲の雰囲気に応じて演奏され、祭りを盛り上げる重要な役割を担う。
それと同じくして神聖な祭りを清める悪魔祓いの意味を持つ。
佐原の大祭では、山車の運行を取り仕切る町内の依頼によって下座連が山車に乗り囃子を演奏する。元々下座連は佐原周辺の農村部の集落を主な単位として構成されてきたが、戦後後継者不足などから、佐原の市街地内の有志により新たな下座連が作られ、山車に乗るようになってきた。
佐原囃子系の下座連は香取市を始めとして潮来市や鹿嶋市、成田市、稲敷市など千葉県北東部から茨城県南東部にかけての地域に分布している。
佐原の各町内で演奏している下座連の名称は佐原の大祭を参照。
佐原の大祭を担う佐原囃子についても「佐原の山車行事」として2004年2月16日に重要無形民俗文化財に指定された。更に2017年にはUNESCOの無形文化遺産に登録され、海外観光客の増加も期待されている。

## 楽器
佐原囃子で使用する楽器とその人数は、以下のとおり。
- 笛（篠笛） … 5～8人
- 大皮（おおかわ・大鼓） … 1人
- 鼓（つづみ・小鼓） … 3～5人
- 大太鼓 … 1人
- ツケ（締太鼓） … 1人
- 鉦（かね・摺り鉦） … 1人

また、演奏中の掛け声が曲をそろえるために重要な役割を担う。

## 曲目
| 分 類            | 説 明 | 主な曲目 | 備 考 |
| 役物（やくもの） | 山車の出発や帰着の際の儀式的な曲                                                                                    | さんぎり（砂切）、馬鹿囃子、花三番叟、ひしぎ（花三番叟の高音の部分曲）、引き返し |       |
| 段物（だんもの） | 大通りを進む時に演奏、佐原囃子で最も重要な曲目群 わたりと言う、笛の高音部を使った短いフレーズをはさみ演奏開始とする | さらし、巣籠り、吾妻、神田、八百屋、段七、盾、曽我、など |       |
| 端物（はもの）   | 民謡やはやり歌、踊り用などテンポの速い曲                                                                            | 矢車、剣囃子、猫じゃ、おやまか（そば屋）、大漁節、串本節、巣籠りくずし、矢車くずし、吉野、大和、佐原音頭、佐原小唄、松飾り(数え唄)、あんば（磯辺）、大杉あんば、ラッパ節、お座敷小唄、トンコ節、若いお巡りさん、鉄道唱歌、まつのき小唄、お富さん、とんがり帽子、花崎音頭、大東京音頭(成田:幸町音頭)、すいかの名産地、日光和楽、船頭小唄（枯れすすき）、八木節くずし、華厳の滝（どこまでも節）、ノーエ節(野毛節)、恋慕小唄、ラバウル小唄、軍隊小唄、ズンドコ節（海軍小唄）、歩兵の本領、露営の歌、木遣、鬼節、ルンバ、トロ、獅子馬鹿、二遍返し、水郷小唄、中山、相馬盆唄など |       |